# Општина Мовила (Јаломица)
Мовила (рум. Movila) општина је у Румунији у округу Јаломица.
Oпштина се налази на надморској висини од 67 m.